# Green Swizzle
 (juillet 2021).
Le Green Swizzle est un cocktail alcoolisé de la catégorie des sours. Populaire à Trinité au début du XXe siècle, il est tombé dans l'oubli avec la Seconde Guerre mondiale. Les recettes d'aujourd'hui sont pour la plupart des variantes importantes de l'originale.

## Histoire
La première trace écrite du Green Swizzle provient du Handbook of Trinidad Cookery d'E.M. Lickfold publié en 1907, qui cite un « Green Cocktail » à base de Falernum et d'amers d'absinthe, fouetté (en anglais : swizzle) et couronné d'Angostura. Pour le Falernum, le même livre de cuisine cite encore le rhum, le jus de citron vert et le sucre comme ingrédients. En 1912, l'écrivain voyageur (puis entrepreneur et homme politique) Lindon Bates a décrit une boisson totalement différente, le Green Swizzle, en citant le gin, le jus de citron vert et l'eau gazeuse comme ingrédients. Le Green Swizzle gagne en popularité dans le monde anglophone grâce à la nouvelle de l'humoriste britannique P. G. Wodehouse, The Rummy Affair of Old Biffy, publiée pour la première fois en 1924 et largement republiée dans des anthologies.
Un guide publié par le Trinidad Information Bureau en 1924 assimile le Green Swizzle au Carypton. Le Carypton était une boisson alcoolisée mélangée produite par l'Angostura Company (alors connue sous le nom de Dr. Siegert and Sons). Le Carypton contenait déjà plusieurs des ingrédients du Green Swizzle : rhum, jus de citron vert, sucre, herbes et épices régionales non spécifiées. Dès 1912, la Angostura elle-même, dans une publication de recettes de cocktails, décrivait le Green Swizzle comme un Carypton sur glace pilée (glace grattée sur un bloc) avec quelques traits d'Amers d'Angostura. Selon la base de données de cocktails en ligne Mixology, la production de Carypton a cessé avant 1920. Après la Seconde Guerre mondiale, la production de Carypton a repris, mais à ce stade, à l'exception de quelques mentions dans des carnets de voyage, les traces du Green Swizzle original sont perdues.
En 1933, l'écrivain de voyage Owen Rutter a fourni une recette détaillée qu'il avait apprise lors d'un voyage dans les Antilles :

« Remplissez le shaker à moitié de glace pilée et ajoutez une cuillère à café de Falernum, un demi-verre à vin de Carypton, 4 traits d'amers d'absinthe. Secouez bien, filtrez et servez avec 4 traits d'Angostura sur le dessus. »

— Owen Rutter
En 1958 encore, Lawrence Martin, professeur de journalisme et rédacteur en chef du Chicago Times, qui avait auparavant passé trois ans à voyager en Amérique du Sud et dans les Caraïbes, qualifiait le Green Swizzle de cocktail à base de Carypton.
Les recettes ultérieures mentionnent souvent la crème de menthe comme ingrédient, mais c'est sans rapport avec le cocktail original. La raison de l'ajout de la crème de menthe était l'hypothèse selon laquelle un Green Swizzle doit avoir une couleur verte distinctive, ce qui a également été mal perpétré par Victor Bergeron dans son Trader Vic's Bartenders Guide de 1972, et aussi récemment en 2007 par l'historien des cocktails David Wondrich :

« (...) de la crème de menthe, puisqu'en ces jours doux (...) c'était le seul truc vert qui existait. »

— David Wondrich
L'encyclopédie des cocktails Difford's Guide qualifie les variantes avec de la crème de menthe d'« interprétations modernes ». Wondrich a corrigé son erreur en 2015, en présentant une recette de 1908 du New York Herald qui confirme le Falernum et les Amers d'absinthe comme ingrédients. La recette de Wondrich est une « interprétations modernes » du Green Swizzle.
En 2011, le blogueur canadien spécialisé dans les spiritueux Darcy O'Neil a reconstitué une recette de Green Swizzle à l'aide d'ouvrages datant de 1890 à 1962 et d'ingrédients auxquels il avait accès, qui suivait essentiellement la description de Rutter, mais dont il croyait à tort que l'origine se trouvait à la Barbade. Le Green Swizzle était disponible dans les bars d'hôtel de Trinité voisin de la Barbade au début du XXe siècle, comme à la Grenade. O'Neil a utilisé de l'extrait d'amande à la place du Falernum et a préparé un cocktail amer à base d'absinthe et de rhum blanc, qui avait une couleur verte profonde.